# Jose Ramirez Rapadas III
Jose Ramirez Rapadas III (Manila, 12 luglio 1972) è un vescovo cattolico filippino, dal 13 giugno 2019 vescovo di Iligan.

## Biografia
Jose Ramirez Rapadas III è nato il 12 luglio 1972 a Tondo, distretto della capitale Manila ed omonima arcidiocesi, nella parte settentrionale della Repubblica delle Filippine.

### Formazione e ministero sacerdotale
Dopo aver compiuto la formazione primaria e quella secondaria, sentendo maturare la vocazione al sacerdozio, ha cominciato a frequentare i corsi teologici al St. John Mary Vianney Theological Seminary di Cagayan de Oro per poi proseguire alla Loyola School of Theology dell'Università Ateneo de Manila a Quezon City, dove ha conseguito la licenza in teologia dogmatica. Al termine del percorso di studi, ha ricevuto l'ordinazione sacerdotale il 19 maggio 1999, ventiseienne, incardinandosi come presbitero della prelatura territoriale di Ipil.
Poco dopo l'ordinazione gli è stato affidato l'incarico di cancelliere della Curia diocesana fino al 2003, servendo contemporaneamente prima come vicario parrocchiale della S.to Nino Parish a Roseller Lim, fino al 2000, e poi come vicario parrocchiale della cattedrale di San Giuseppe Lavoratore ad Ipil e coordinatore della pastorale sociale diocesana, per sette anni. Nel 2007 è divenuto docente al St. John Mary Vianney Theological Seminary, dove egli stesso era stato studente, e direttore dell'ufficio catechistico e per la famiglia e la vita fino al 2010, anno in cui gli è stata affidata l'amministrazione della parrocchia di San Isidro a Buayan per un anno. È poi stato nominato nel 2011 direttore della pastorale diocesana, rettore del St. Joseph College Seminary di Ipil e docente di studi religiosi presso l'Ateneo di Zamboanga per sei anni. Infine, dal 2017 è stato vicario per il clero della diocesi e parroco della S.to Nino Parish di Malangas, uffici ricoperti fino alla promozione all'episcopato.

### Ministero episcopale
Il 13 giugno 2019 papa Francesco lo ha nominato, quarantaseienne, vescovo di Iligan; è succeduto ad Elenito de los Reyes Galido, deceduto il 5 dicembre 2017 all'età di sessantaquattro anni. Ha ricevuto la consacrazione episcopale il 20 agosto seguente, nella cattedrale di San Giuseppe Lavoratore ad Ipil, per imposizione delle mani di Julius Sullan Tonel, vescovo di Ipil, assistito dai co-consacranti Jose Araneta Cabantan, vescovo di Malaybalay, ed Alberto Sy Uy, vescovo di Tagbilaran. Ha preso possesso della diocesi durante una cerimonia svoltasi nella cattedrale di San Michele arcangelo ad Iligan il 5 settembre successivo. Come suo motto episcopale ha scelto Quia Audit Servus Tuus, che tradotto vuol dire "Il tuo servo sta ascoltando" (I Samuele 3, 10).

## Genealogia episcopale
La genealogia episcopale è:
- Cardinale Scipione Rebiba
- Cardinale Giulio Antonio Santori
- Cardinale Girolamo Bernerio, O.P.
- Arcivescovo Galeazzo Sanvitale
- Cardinale Ludovico Ludovisi
- Cardinale Luigi Caetani
- Cardinale Ulderico Carpegna
- Cardinale Paluzzo Paluzzi Altieri degli Albertoni
- Papa Benedetto XIII
- Papa Benedetto XIV
- Papa Clemente XIII
- Cardinale Marcantonio Colonna
- Cardinale Giacinto Sigismondo Gerdil, B.
- Cardinale Giulio Maria della Somaglia
- Cardinale Carlo Odescalchi, S.I.
- Cardinale Costantino Patrizi Naro
- Cardinale Lucido Maria Parocchi
- Papa Pio X
- Cardinale Gaetano De Lai
- Cardinale Raffaele Carlo Rossi, O.C.D.
- Cardinale Amleto Giovanni Cicognani
- Arcivescovo Bruno Torpigliani
- Arcivescovo Fernando Robles Capalla
- Arcivescovo Julius Sullan Tonel
- Vescovo Jose Ramirez Rapadas